# 長牙小帶魚
長牙小帶魚，为輻鰭魚綱鱸形目鯖亞目带鱼科的其中一種。分布於印度西太平洋區，包括波斯灣、伊朗、印度半島、馬爾地夫、斯里蘭卡、中南半島、印尼、東帝汶、馬來西亞、聖誕島等海域，棲息深度可達80公尺，本魚身體極長、側扁，並逐漸變細到一個點，側線筆直，接近腹輪廓。體色鋼鐵般的藍色帶金屬反射，背鰭軟條128-132枚，體長可達70公分，棲息在沿海，屬肉食性，以甲殼類、烏賊等為食，可做為食用魚。

## 扩展阅读
維基物種上的相關：長牙小帶魚